# Museo Minero de Riotinto
El Museo Minero de Riotinto «Ernest Lluch» es un museo situado en el municipio español de Minas de Riotinto, en la provincia de Huelva, que está dedicado a la actividad minera en la zona y su historia. Las instalaciones fueron inauguradas en 1992 y son gestionadas por la Fundación Río Tinto. Posee una importante colección museográfica que abarca desde piezas arqueológicas a maquinaria de extracción minera o locomotoras de ferrocarril.
El edificio del Museo es el antiguo hospital minero de la Rio Tinto Company Limited.

## Historia
El edificio que acoge el museo fue proyectado originalmente en 1921 como un hospital de la Rio Tinto Company Limited (RTC) destinado a su personal, siendo utilizado con ese fin entre 1927 y 1983. En 1970 el pabellón sur del edificio fue reconvertido en ambulatorio de la Seguridad Social.
En 1987 nació la Fundación Río Tinto, entre cuyos objetivos se encontraba la creación de un museo minero. En este contexto, la empresa Río Tinto Minera ofreció la cesión del edificio del antiguo hospital de la RTC para que acogiera la sede del previsto museo. En 1988 se realizó el traspaso de titularidad, iniciándose dos años más tarde la restauración y rehabilitación del complejo. También se procedió al traslado de diverso material histórico. Las instalaciones abrieron sus puertas al público en 1992, dentro del conjunto de iniciativas que buscaban poner en marcha el Parque Minero de Riotinto.

### Galería de imágenes

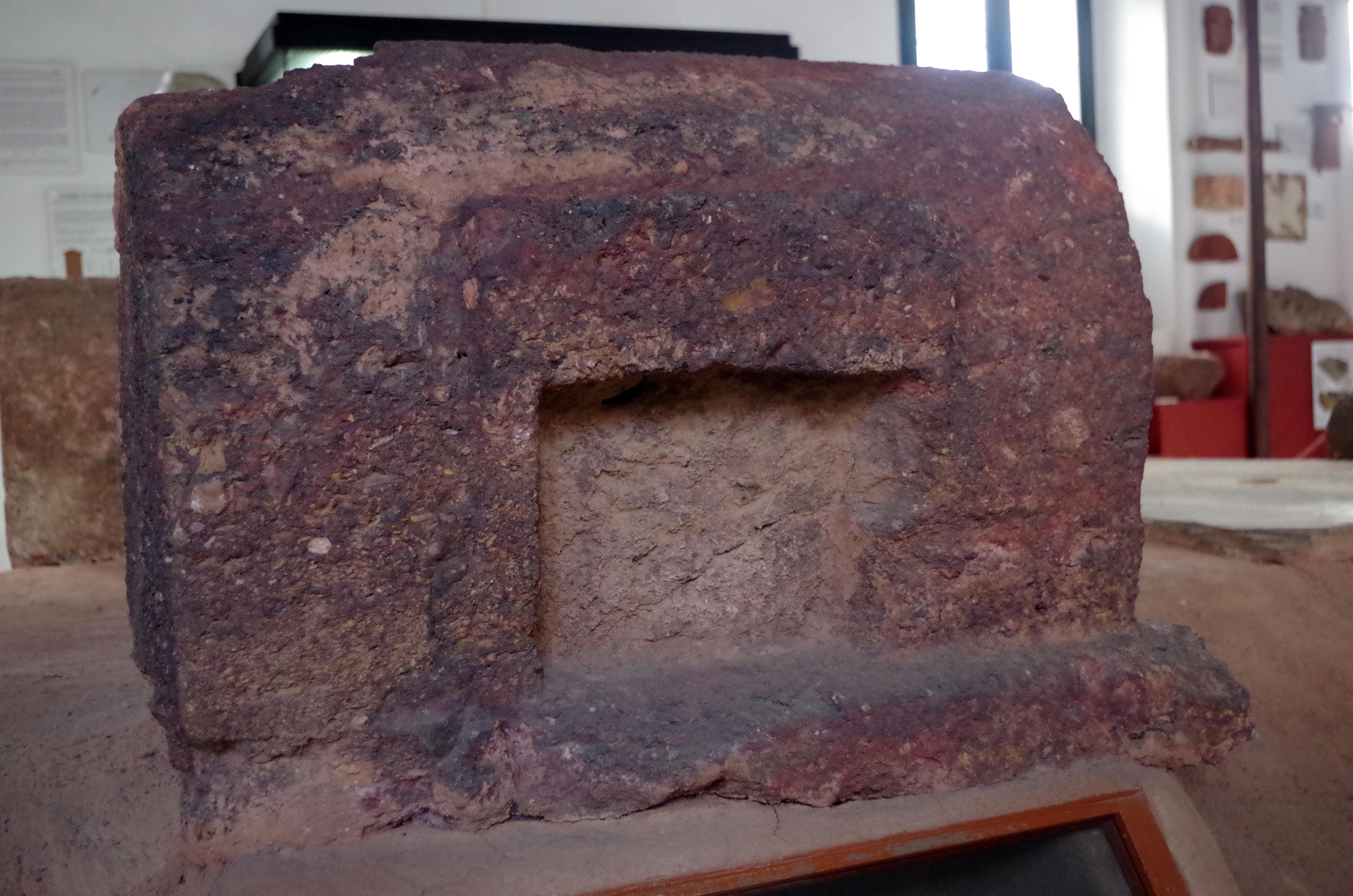
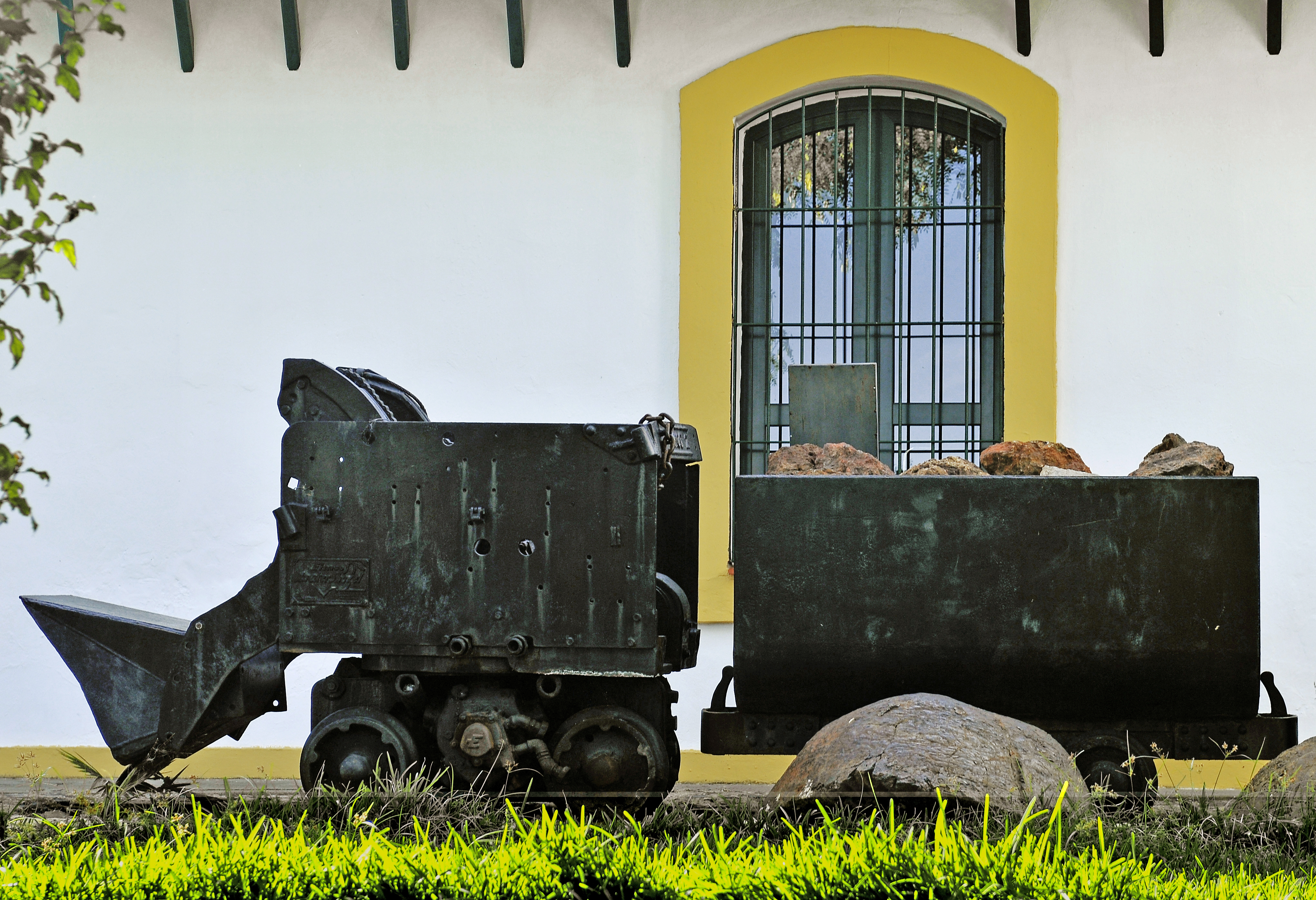
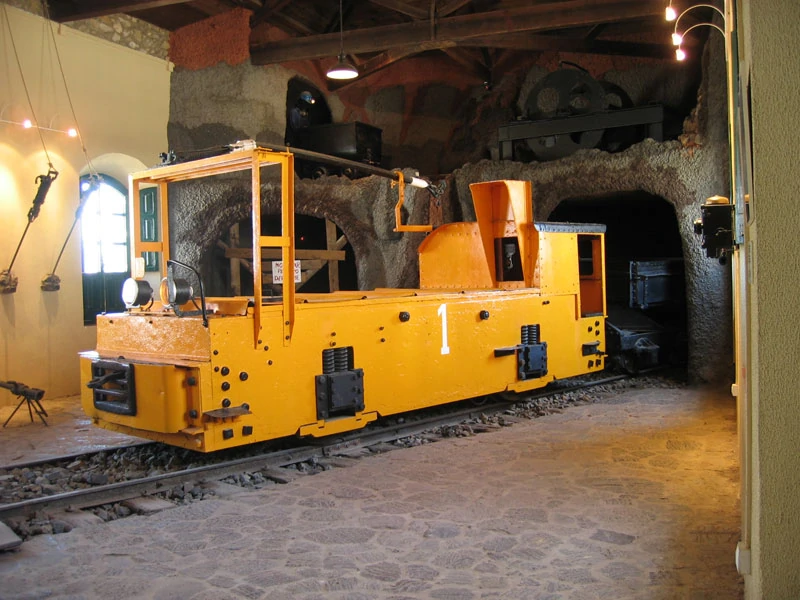
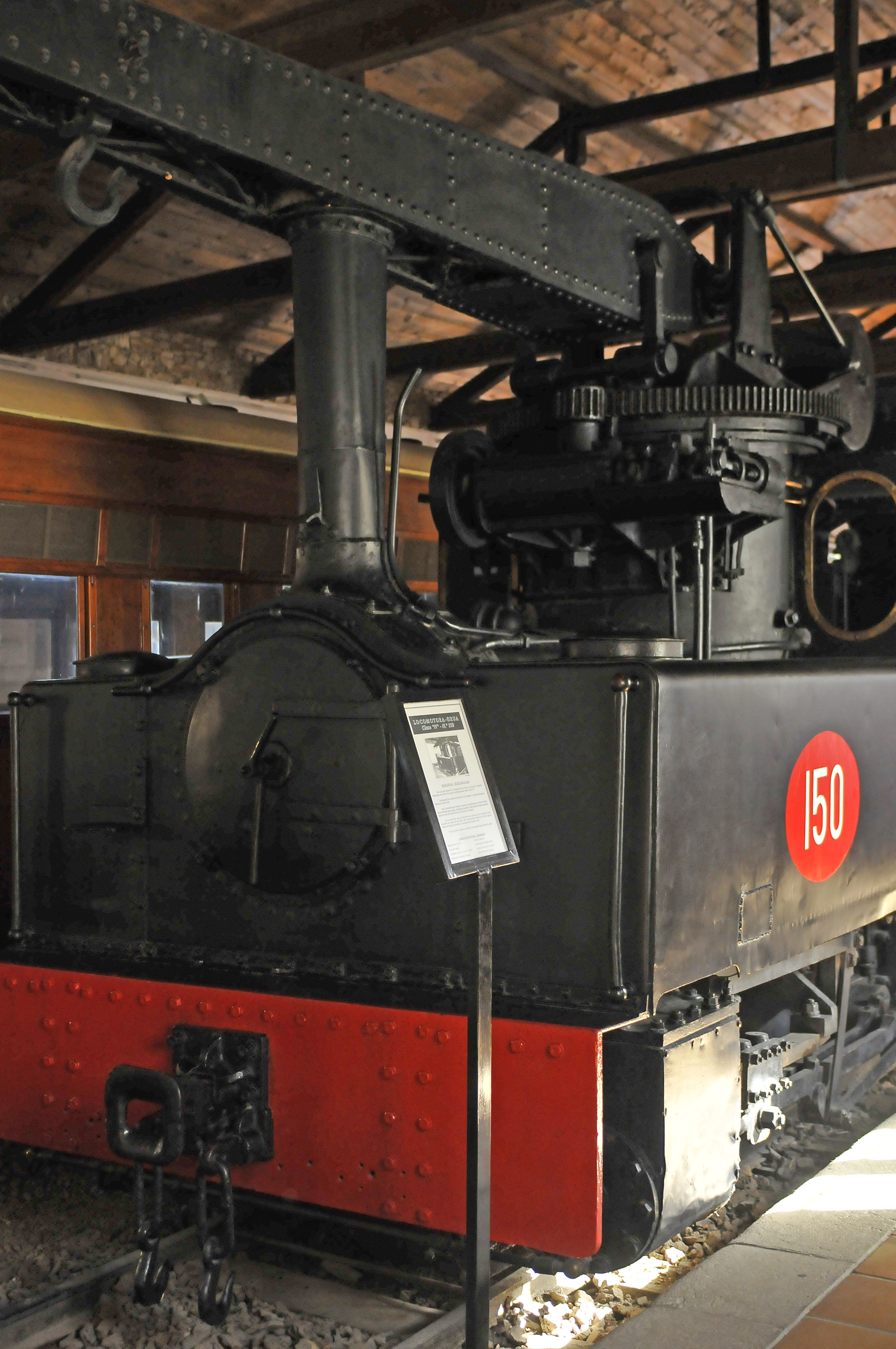
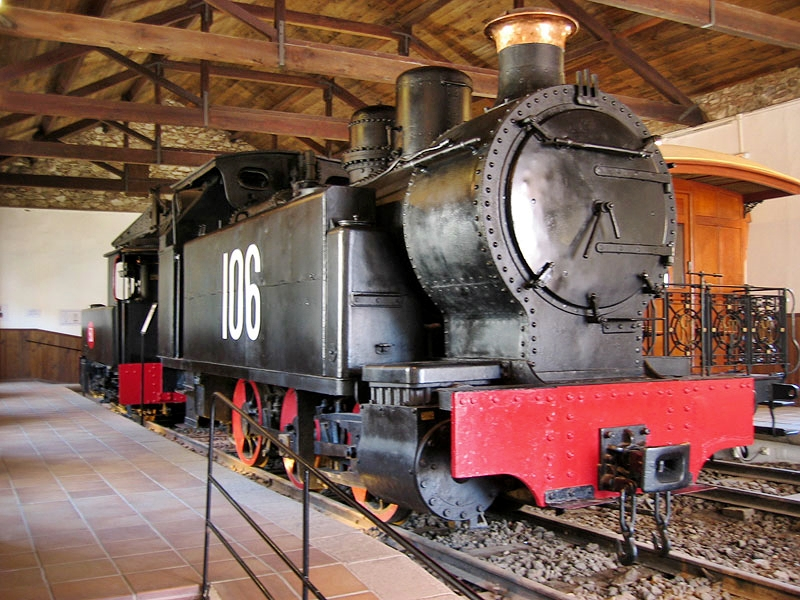

## Colecciones
El Museo cuenta con dieciséis salas temáticas cuya temática histórica abarca desde la Prehistoria hasta finales del siglo XX, coincidiendo con el cese de actividad que entonces vivieron las minas de Riotinto. Entre el material expuesto se encuentran diversas colecciones de instrumentos y herramientas mineras, algunas de época romana, restos arqueológicos, maquinaria de extracción minera, una colección de los minerales de la Faja Pirítica Ibérica, etc. En los bajos del museo se ha incorporado la reproducción de una mina subterránea de época romana, en una apuesta por el carácter interpretativo. Otra de sus salas está dedicada al histórico ferrocarril de Riotinto y tiene en exhibición diverso material, entre el cual destacan varias locomotoras de vapor.